# 纳韦利姆
纳韦利姆（Navelim），是印度果阿邦South Goa县的一个城镇。总人口11014（2001年）。

## 人口
该地2001年总人口11014人，其中男性5743人，女性5271人；0—6岁人口1358人，其中男695人，女663人；识字率74.26%，其中男性为78.37%，女性为69.78%。